# Ali Frhat
Ali Frhat (22 augustus 1975) is een Egyptische schaker en schaaktrainer. In 2005 werd hem de FIDE-titel internationaal meester toegekend.
- Van 4 t/m 15 november 2005 werd in Lusaka (Zambia) het individuele kampioenschap van Afrika gespeeld dat met 7 uit 9 door Ahmed Adly gewonnen werd. Frhat eindigde met 6½ punt op de vierde plaats.